# Steel (film 1997)
Steel è un film del 1997 diretto da Kenneth Johnson, ispirato all'omonimo personaggio dei fumetti DC Comics di Louise Simonson e Jon Bogdanove.
Il film, che ha come protagonista il cestista statunitense Shaquille O'Neal, è stato un fiasco sia di critica che di pubblico.

## Trama
John Henry Irons è un progettista militare per l'esercito degli Stati Uniti. Quando un suo progetto, che gli avrebbe permesso di creare armi per l'esercito molto pericolose, viene annullato, rimane disgustato da ciò. Ma quando vede le sue armi utilizzate da alcune bande della strada, grazie alle sue risorse e all'aiuto di suo zio Joe, costruisce varie attrezzature, tra cui una resistente armatura, per combattere le bande e l'uomo da cui hanno ricevuto le armi: Nathaniel Burke. John Henry diventa così il vigilante Steel. Tuttavia le cose non vanno per il verso giusto, e vengono entrambi (lui e Joe) e portati in carcere, in cui gli spiegano che non possono mettersi contro Burke e di lasciar perdere.